# تمارا ناتالي مادن
تمارا ناتالي مادن (بالإنجليزية: Tamara Natalie Madden)‏ هي رسامة جامايكية وأمريكية، ولدت في 16 أغسطس 1975، وتوفيت في 4 نوفمبر 2017 بسبب سرطان المبيض.